# 1996년 하계 올림픽 키르기스스탄 선수단
1996년 하계 올림픽 키르기스스탄 선수단은 미국 애틀랜타에서 개최된 1996년 하계 올림픽에 참가한 올림픽 키르기스스탄 선수단이다.

## 종목별 참가 선수
| 종목    | 참가 선수 | 1 | 2 | 3 | 메달 합계 |
| 근대5종 | 1         | 0 | 0 | 0 | 0         |
| 레슬링  | 4         | 0 | 0 | 0 | 0         |
| 복싱    | 3         | 0 | 0 | 0 | 0         |
| 사격    | 2         | 0 | 0 | 0 | 0         |
| 사이클  | 1         | 0 | 0 | 0 | 0         |
| 수영    | 12        | 0 | 0 | 0 | 0         |
| 유도    | 2         | 0 | 0 | 0 | 0         |
| 육상    | 6         | 0 | 0 | 0 | 0         |
| 카누    | 2         | 0 | 0 | 0 | 0         |
| 합계    | 33        | 0 | 0 | 0 | 0         |

## 종목별 성적

### 근대5종
- 이고리 펠드만 30위

### 레슬링
- 라트베크 사나트바예프
- 블라디미르 토르곱킨
- 콘스탄틴 알렉산드로프
- 알렉산드르 코발렙스키

### 복싱
- 세르게이 코펜킨
- 누르베크 카세노프
- 안드레이 쿠르냡카

### 사격
- 유리 멜렌티예프
- 유리 로모프

### 사이클
- 예브게니 바케르

### 수영
- 세르게이 아시흐민
- 안드레이 크바소프
- 콘스탄틴 안드류신
- 드미트리 라핀
- 비탈리 바실리예프
- 콘스탄틴 프랴힌
- 예브게니 페트라쇼프
- 빅토리야 폴랴예바
- 올가 티토바
- 올가 코로타예바
- 올가 보가티레바

### 유도
- 바딤 세르게예프
- 나틸리야 쿨리기나

### 육상
- 블라디슬라프 체르노바이
- 보리스 카베시니코프
- 나지르딘 알리크베코프
- 예브게니 쇼로호프
- 막심 스메타닌
- 이리나 보가초바

### 카누
- 안드레이 미티코베츠
- 유리 울랴첸코